# Tour de France 2024
Cet article s'applique au Tour de France cycliste masculin 2024. Pour le Tour de France cycliste féminin 2024, voir l'article Tour de France Femmes 2024.
Le Tour de France 2024 est la 111e édition du Tour de France cycliste et se déroule du 29 juin au 21 juillet 2024. Cette course cycliste masculine sur route est l'un des trois grands tours de la saison et fait partie du calendrier UCI World Tour 2024, en catégorie 2.UWT.
Ce Tour est remporté pour la troisième fois par le Slovène Tadej Pogačar (UAE Team Emirates) qui a pris définitivement le maillot jaune lors de la 4e étape et gagné six étapes. Il précède le Danois Jonas Vingegaard (Visma-Lease a Bike), le vainqueur de 2022 et 2023, qui termine deuxième de cette édition à 6 min 17 s. Le Belge Remco Evenepoel (Soudal Quick-Step) complète le podium en terminant à 9 min 18 s et remporte le maillot blanc de meilleur jeune.
L'Équatorien Richard Carapaz (EF Education-EasyPost) s'adjuge le maillot à pois du classement de la montagne ainsi que le prix de super-combatif du Tour. L'Érythréen Biniam Girmay (Intermarché-Wanty), vainqueur de trois étapes, remporte le maillot vert du classement par points. L'équipe UAE Team Emirates de Pogačar gagne le classement par équipes.

## Préparation de la course et annonces officielles
En raison de la tenue des Jeux olympiques d'été à Paris, du 26 juillet au 11 août 2024, l'arrivée finale de la 111e édition du Tour de France est exceptionnellement fixée ailleurs qu'à Paris, pour la première fois dans l'histoire du Tour de France (les deux premières éditions se terminaient à Ville-d'Avray, mais les coureurs poursuivaient jusqu'au parc des Princes, à Paris). C'est la ville de Nice (Alpes-Maritimes) qui est choisie pour accueillir l'arrivée de la dernière étape, en remplacement de Paris. En outre, afin que les dates de ces deux grands évènements sportifs ne se chevauchent pas, le Tour de France est avancé d'une semaine par rapport au calendrier habituel et est donc programmé du 29 juin au 21 juillet. Le ministre de l’Intérieur, Gérald Darmanin, explique ces modifications par la mobilisation importante des forces de sécurité nécessaire pour les Jeux.
Pour la première fois dans l'histoire du Tour de France, le grand départ est donné d'Italie, à l'occasion du centenaire de la première victoire italienne dans l'épreuve d'Ottavio Bottecchia en 1924. Le 1er décembre 2022, la grande arrivée à Nice et le grand départ de Florence (en Italie) sont confirmés lors d'une conférence de presse tenue par Amaury Sport Organisation et la ville de Nice. Le 21 décembre 2022, le parcours des trois premières étapes est dévoilé par Christian Prudhomme sur la RAI. La présentation officielle du parcours complet de l'épreuve, ainsi que de celui du Tour de France Femmes, a lieu le 25 octobre 2023, à 11 h 30, depuis le Palais des congrès de Paris.

## Parcours

### Révélations anticipées
Comme chaque année, le parcours du Tour de France fait l'objet de spéculation, à partir des différentes rumeurs relayées par les médias, jusqu'à la présentation du parcours, le 25 octobre 2023 au palais des Congrès de Paris. Les annonces du 21 décembre 2022 permettent de connaître d'avance, l'organisation du grand départ, articulée en trois jours à travers l'Italie, à partir de Florence (Toscane). La première étape relie Florence à Rimini (Émilie-Romagne) avec une incursion à Saint-Marin, devenant le quatorzième pays visité par le Tour ; une deuxième entre Cesenatico et Bologne (intégralement en Émilie-Romagne) ; puis, une troisième entre Plaisance et Turin (à travers le Piémont). La quatrième étape doit quitter le Piémont pour la France. Le 3 décembre 2022, Christian Prudhomme, directeur du Tour de France, le prince Albert II et l'ancien coureur cycliste norvégien Thor Hushovd, annoncent le parcours de la dernière étape entre Monaco et Nice, avec un contre-la-montre individuel accidenté d'environ 35 km, une première depuis l'édition 1989.
Jusqu'au 25 octobre 2023, date de la présentation officielle du parcours, de nombreux médias relaient des rumeurs. Le journal quotidien régional, Le Berry Républicain, évoque une arrivée à Saint-Amand-Montrond (Cher), le mardi 9 juillet 2024. La municipalité de Nîmes annonce une arrivée dans la préfecture du Gard, pour le mardi 16 juillet 2024. Le 27 septembre 2023, la radio locale D!CI Radio annonce une traversée importante des Alpes du sud, avec une arrivée dans la station de SuperDévoluy (Dévoluy, Hautes-Alpes), le 17 juillet ; une étape entre Gap (Hautes-Alpes) et Barcelonnette (Alpes-de-Haute-Provence), le 18 juillet ; puis, une étape entre Embrun (Hautes-Alpes) et la station d'Isola 2000 (Isola, Alpes-Maritimes), le 19 juillet 2024. Plus tard, le journal quotidien régional, L'Est Éclair, annonce une 9e étape exclusivement dans le département de l'Aube, avec une boucle autour de Troyes, pour le dimanche 7 juillet 2024. Finalement, ce sont quatre pays qui devraient être visités : l'Italie, Saint-Marin, la France et Monaco.

### Parcours officiel

#### Grand départ de Florence
Partant du centre historique de Florence, la 1re étape s'oriente vers l'est et la côte adriatique, à travers un parcours vallonné et accidenté, par la république de Saint-Marin et jusqu'à la station balnéaire de Rimini, liée à la mystérieuse mort de Marco Pantani. Le lendemain, le parcours relie Cesenatico, autre station balnéaire de l'Adriatique située à une vingtaine de kilomètres au nord de Rimini, à Bologne, capitale d'Émilie-Romagne, à travers un terrain vallonné, conclue par un circuit, à répéter deux fois, autour de la côte réputée de San Luca, qui prend place dans le Tour d'Émilie. La 3e étape rallie Plaisance à Turin, il s'agit de la plus longue étape, 229 km, de cette 111e édition, pour un profil beaucoup plus plat que les deux premières étapes.

#### Première semaine: de l'Italie à la Champagne
Ce grand départ d'Italie s'achève avec un départ du Piémont, à partir de Pignerol (Pinerolo). Cette 4e étape confronte directement les coureurs au massif alpin, avec les cinquante premiers kilomètres en constante montée vers Sestrières, puis l'ascension du col de Montgenèvre, passage frontalier entre l'Italie et la France, et du célèbre col du Galibier, ce dernier sommet se situe à 19 km de l'arrivée située en contrebas, dans la commune savoyarde de Valloire. Le lendemain, les coureurs quittent les Alpes, avant de les retrouver plus de quinze jours plus tard. Les 5e et 6e étapes sont des journées de plaine et s'orientent vers le nord-ouest, d'abord entre Saint-Jean-de-Maurienne et Saint-Vulbas et ensuite entre Mâcon et Dijon. La 7e étape est disputée en contre-la-montre à travers le vignoble bourguignon, entre les deux célèbres cités viticoles de Nuits-Saint-Georges et Gevrey-Chambertin, sur une distance de 25,3 km. À partir de la cité médiévale de Semur-en-Auxois, la 8e étape quitte la Bourgogne pour Colombey les Deux Églises, en Champagne, pour un profil vallonné à travers le plateau de Langres. Ce petit village de Haute-Marne, surtout connu pour avoir été la résidence du général de Gaulle, reçoit le Tour de France pour la première fois, et vingt-et-un ans d'attente pour le département. La 9e étape forme une boucle à l'est de Troyes, et présente un nouveau format de course, inauguré dans la 4e étape du Tour de France Femmes 2022. Le parcours accidenté emprunte quatorze secteurs de chemins de vignes non asphaltés, pour un total de 32 km, le dernier de ces secteurs se situe à moins de sept kilomètres de l'arrivée. Ce nouveau format est dû à l'engouement suscité par des nouvelles courses du calendrier professionnel qui enchaînent ces secteurs non goudronnés, comme les Strade Bianche, ramenant le Tour à des impressions d'avant-guerre.

#### Deuxième semaine: du Val de Loire aux Pyrénées
Après la première journée de repos à Orléans, la deuxième semaine met le cap au sud, des bords de la Loire jusqu'aux Pyrénées, en passant par le Massif central. La 10e étape, qui relie Orléans (Loiret) à Saint-Amand-Montrond (Cher), ne présente guère de difficultés mais peut être sujet à des coups de bordures. La 11e étape quitte Évaux-les-Bains (Creuse) pour le Massif central, avec quatre cols répertoriés, dont le Pas de Peyrol (1C, 5,4 km à 8,1 % et plus haute route du Massif central) et le col de Pertus (2C, 4,4 km à 7,9 %), et une arrivée en altitude dans la station du Lioran, située au cœur des monts du Cantal. Les 12e et 13e étapes sont des étapes vallonnées, se dirigeant vers le sud-ouest et les Pyrénées, respectivement entre Aurillac (Cantal) et Villeneuve-sur-Lot (Lot-et-Garonne), puis entre Agen (Lot-et-Garonne) et Pau (Pyrénées-Atlantiques). La deuxième semaine se termine par un diptyque pyrénéen. Au départ de Pau, le parcours de la 14e étape grimpe le célèbre col du Tourmalet (HC, 19 km à 7,4 %) à mi-course, la Hourquette d'Ancizan (2C, 8,2 km à 5,1 %) et se termine avec une arrivée au sommet dans la station de Saint-Lary-Soulan, le Pla d'Adet (HC, 10,6 km à 7,9 %). Le lendemain, la 15e étape est une tapponne pyrénéenne qui relie Loudenvielle (Hautes-Pyrénées) à la station ariégeoise du Plateau de Beille, empruntant cinq ascensions répertoriées : le col de Peyresourde (1C, 6,9 km à 7,8 %), le col de Menté (1C, 9,3 km à 9,1%), le col de Portet-d'Aspet (2C, 4,3 km à 9,7 %), le col d'Agnes (1C, 10 km à 8,2 %) puis la montée finale vers le Plateau de Beille (HC, 15,8 km à 7,9 %).

#### Troisième semaine: du Languedoc à la Côte d'Azur, par les Alpes du Sud

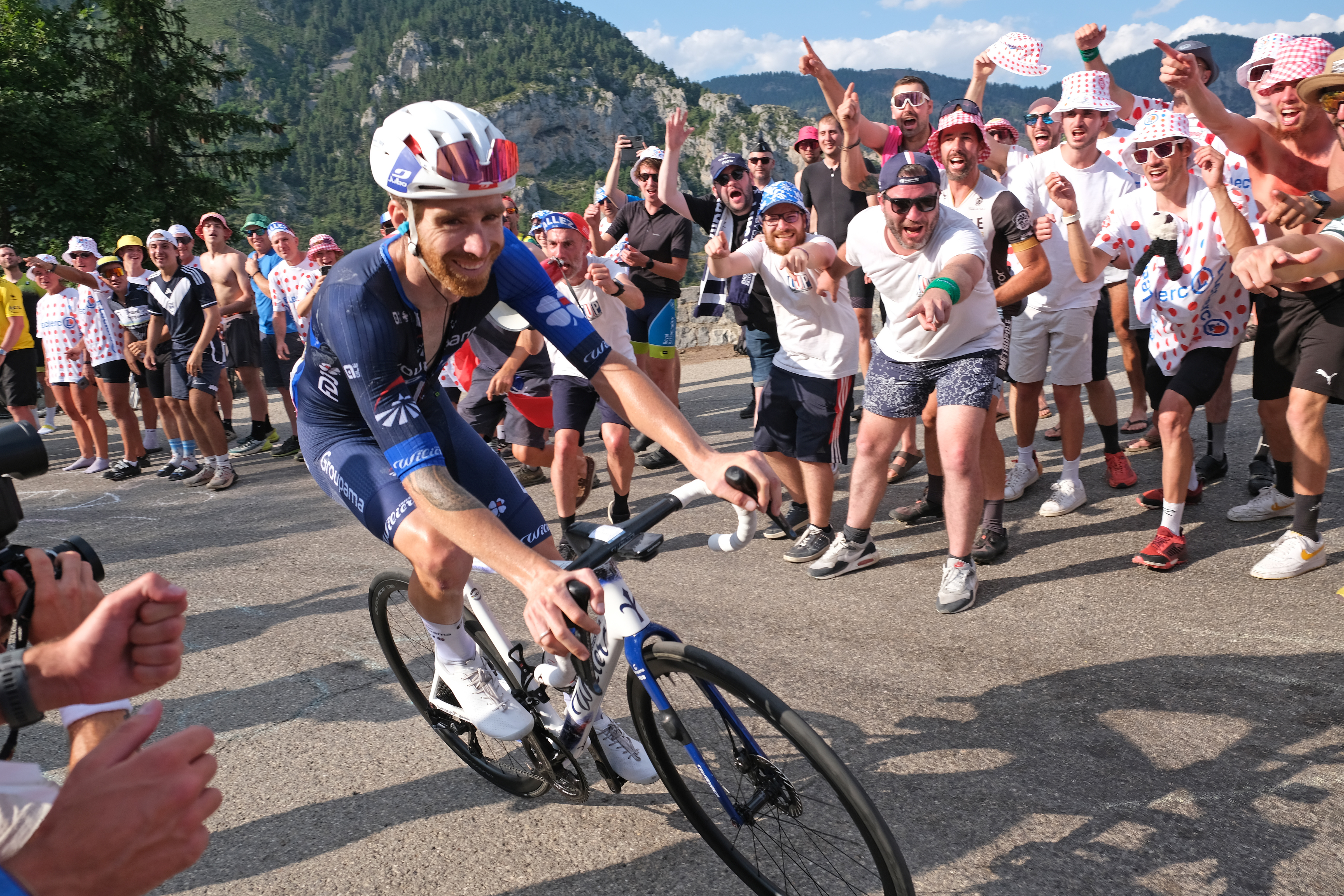
Quentin Pacher dans la montée finale vers le col de la Couillole.

La seconde journée de repos se situe dans l'Aude, la pittoresque cité balnéaire de Gruissan reçoit le départ de la 16e étape, pour une arrivée à Nîmes, par un tracé assez plat le long de la mer Méditerranée. Les trois prochaines étapes prennent place dans les Alpes du sud. Au départ de Saint-Paul-Trois-Châteaux, dans la Drôme provençale, la 17e étape retrouve les Alpes, par le col Bayard (2C, 6,8 km à 7,3 %) et le col du Noyer (1C, 7,5 km à 8,4 %), dont le sommet se situe à 12 km de la ligne d'arrivée, tracée dans la station du SuperDévoluy. Bien qu'accidentée, la 18e étape entre Gap et Barcelonnette devrait se conclure par un sprint massif, avant trois dernières étapes sélectives. À partir d'Embrun (Hautes-Alpes), la 19e étape comptabilise trois ascensions majeures : le col de Vars (1C, 18,8 km à 5,7 %), la cime de la Bonette (HC, 22,9 km à 6,9 %, toit de l'Europe et souvenir Henri-Desgrange) et la montée finale vers la station d'Isola 2000 (HC, 16,1 km à 7,1 %). Ayant rejoint Nice et la côte d'Azur, la 20e étape qui ne compte guère de portions plates rentre rapidement à l'intérieur des terres accidentées des Alpes-Maritimes, avec quatre cols au programme : le col de Braus (2C, 10 km à 6,6 %), le col de Turini (1C, 20,7 km à 5,7 %), le col de la Colmiane (1C, 7,5 km à 7,1 %) et la montée finale vers le col de la Couillole (1C, 15,7 km à 7,1 %). La 21e et dernière étape, habituellement courue pour l'honneur dans les rues de Paris, pourrait s'avérer décisive car disputée en contre-la-montre accidenté, de 34 km, par la montée de la Turbie (2C, 8,1 km à 5,6 %), entre Monaco et Nice. C'est la première fois depuis le Tour de France 1989 (et la mémorable perte du maillot jaune de Laurent Fignon pour huit secondes, plus petit écart final entre le second et le vainqueur du Tour, au bénéfice de Greg LeMond) que la dernière étape est courue sous la forme d'un contre-la-montre.

## Équipes
| WorldTeams (18)- Decathlon-AG2R La Mondiale - Alpecin-Deceuninck - Arkéa-B&B Hotels - Astana Qazaqstan Team - Bahrain Victorious - Red Bull-Bora-Hansgrohe - Cofidis - EF Education-EasyPost - Groupama-FDJ - Ineos Grenadiers - Intermarché-Wanty - Team Visma \| Lease a Bike - Lidl-Trek - Movistar Team - Soudal Quick-Step - Team dsm-firmenich PostNL - Team Jayco AlUla - UAE Team Emirates ProTeams (4)- Israel-Premier Tech - Lotto Dstny - TotalEnergies - Uno-X Mobility |
| |

### Listes des participants
Chaque équipe est composée de huit coureurs, ce qui donne un total de 176 cyclistes sur la liste de départ. Sur ce nombre, 45 participent à leur premier Tour de France. Les coureurs viennent de 27 pays différents. Cinq pays comptent au moins 10 coureurs dans la course : la France (32), la Belgique (28), l'Espagne (18), les Pays-Bas (14) et la Grande-Bretagne (11). Cinq pays ne comptent qu'un seul représentant. L'âge moyen des coureurs en course est de 29 ans et 4 mois, allant de 20 ans et 2 mois pour le Norvégien Johannes Kulset (Uno-X Mobility) à 39 ans et 3 mois pour le Danois Jakob Fuglsang (Israel-Premier Tech). L'équipe Lotto Dstny a la moyenne d'âge la plus jeune (26 ans et 4 mois), tandis que l'équipe Jayco AlUla a la moyenne d'âge la plus élevée (32 ans et 11 mois).
Sur la liste de départ, on compte neuf vainqueurs de grands tours : Egan Bernal (Tour de France 2019, Tour d'Italie 2021), Tadej Pogačar (Tour de France 2020 et 2021, Tour d'Italie 2024), Jai Hindley (Tour d'Italie 2022), Simon Yates (Tour d'Espagne 2018), Richard Carapaz (Tour d'Italie 2019), Remco Evenepoel (Tour d'Espagne 2022), Jonas Vingegaard (Tour de France 2022 et 2023), Geraint Thomas (Tour de France 2018), et Primož Roglič (Tour d'Espagne 2019, 2020 et 2021, Tour d'Italie 2023).
On compte également plusieurs anciens vainqueurs d'étapes dont Mark Cavendish qui est celui qui en compte le plus avec 34 victoires entre 2008 et 2021 et qui comptabilise aussi le plus de participations au Tour de France : 15. Un seul autre coureur au départ a gagné plus de dix étapes : Tadej Pogačar avec 11 victoires.
Pour les étapes en ligne, 11 coureurs portent des maillots distinctifs : Mathieu van der Poel le maillot arc-en-ciel de champion du monde, Christophe Laporte le maillot de champion d'Europe ainsi que 9 champions nationaux dont le Français Paul Lapeira, le Belge Arnaud De Lie, l'Espagnol Alex Aranburu et l'Italien Alberto Bettiol. Pour les deux étapes contre-la-montre, ils sont 9 à arborer leur maillot distinctif : Remco Evenepoel le maillot arc-en-ciel de champion du monde et 8 champions nationaux dont le Belge Tim Wellens et le Français Bruno Armirail.

## Favoris et participants

### Pour le classement général
Trois candidats ressortent comme les plus sérieux prétendants à la victoire finale.
Le Danois Jonas Vingegaard, vainqueur des éditions 2022 et 2023 de la Grande boucle, a subi une grave chute lors du tour du Pays Basque en avril et n’a plus couru depuis. Bien qu’il ait repris l’entraînement, il est difficile d’évaluer son niveau et semble être vulnérable cette année. Il pourra tout de même compter sur son équipe, la formation Visma-Lease a Bike, l’une des meilleures formations du peloton comptant notamment Wout van Aert, coureur polyvalent et multiple vainqueur d’étapes sur le Tour.
Son principal adversaire semble être le Slovène Tadej Pogačar, vainqueur en 2020 et en 2021 et deuxième des deux dernières éditions. Il a jusque-là réalisé un début de saison quasi parfait, remportant notamment facilement le Tour d'Italie 2024, emportant également six étapes et le classement de la montagne. Il pourra lui aussi s’appuyer sur l’une des meilleures équipes au monde, l’équipe UAE Emirates, comptant dans ses rangs Adam Yates, troisième du Tour de France en 2023, Juan Ayuso, récent vainqueur du Tour du Pays basque et João Almeida, habitué des places d’honneur sur les grands tours.
Son compatriote Primož Roglič, deuxième en 2020, triple vainqueur du Tour d'Espagne et vainqueur du Tour d'Italie 2023 est le troisième grand favori. Après un début de saison assez discret, il a réaffirmé son statut de favoris pour le Tour en remportant le Critérium du Dauphiné en juin. Sa formation Bora-Hansgrohe, compte notamment Jai Hindley, vainqueur du Giro 2022 et septième du Tour l’année précédente, et Aleksandr Vlasov, cinquième du Tour en 2022.
Plusieurs outsiders ont également une carte à jouer. Le Belge Remco Evenepoel vainqueur de la Vuelta en 2022 ambitionne au minimum un top 5 pour son premier Tour de France. Il pourra compter sur les deux contre la montre de cette édition pour contrebalancer ses possibles faiblesses en haute montagne. Juan Ayuso, équipier de Pogačar, peut également jouer un rôle important au classement général, de même que Adam Yates et son frère Simon, quatrième en 2023 et leader de l'équipe Jayco AlUla. Côté Ineos-Grenadiers, Carlos Rodriguez et Egan Bernal, vainqueur du Tour de France 2019 et du Giro en 2021 peuvent raisonnablement viser le top 5. Enfin, l'Américain et lieutenant de Vingegaard Matteo Jorgenson, vainqueur de Paris-Nice et deuxième sur le Critérium du Dauphiné à 8 secondes de Roglič, pourrait jouer les premiers rôles si son leader danois s’avérait insuffisamment remis.
Dans une moindre mesure, d’autres coureurs peuvent être cités pour rentrer dans la deuxième partie du top 10 tels que Geraint Thomas (Ineos-grenadiers), vainqueur du Tour de France 2018 et récent troisième du Giro ; Félix Gall, huitième l’an dernier; Mikel Landa (Soudal Quick-Step); Richard Carapaz (EF Education Easy Post); Enric Mas (Movistar); ou encore Louis Meintjes (Intermarché Wanty).
Côté français, Guillaume Martin (Cofidis), Romain Bardet (dsm-firmenich PostNL), David Gaudu et son jeune coéquipier Lenny Martinez (Groupama-FDJ) ne semblent pouvoir espérer mieux qu’un top 10, à moins qu'ils se désintéressent du classement général pour jouer les victoires d'étapes.

### Pour les classements annexes

#### Classement par points
Vainqueur du classement par points en 2023, le Belge Jasper Philipsen (Soudal Quick-Step) est considéré comme le principal favori. Il pourra être concurrencé par le Danois Mads Pedersen (Lidl Trek), vainqueur d'une étape en 2023 et qui a réalisé un bon début d'année 2024ou par le jeune Belge Arnaud De Lie très en forme en ce début de saison.

#### Grand prix de la montagne
Dans la lignée des années précédentes, le Grand Prix de la montagne du Tour de France semble promis à un favori pour la victoire finale au classement général, comme Remco Evenepoel, Tadej Pogačar, Primož Roglič ou Jonas Vingegaard. Cependant, d'autres coureurs ont la capacité de jouer ce classement, c’est le cas de l’Italien et vainqueur l’an passé Giulio Ciccone ou encore les Français Romain Bardet, Lenny Martinez et Valentin Madouas.

#### Classement des jeunes
Vainqueur du classement du meilleur jeune des quatre dernières éditions, Tadej Pogačar n'y est plus éligible. Juan Ayuso peut être considéré parmi les favoris, mais son dauphin sur le Tour du Pays basque 2024 et compatriote Carlos Rodriguez aura également sa carte à jouer, s'étant classé 5e du Tour de France 2023 et second au classement du meilleur jeune,. Remco Evenepoel, déjà vainqueur d'un grand Tour (Vuelta 2022), fera aussi partie des favoris au maillot blanc au même titre que Matteo Jorgenson.

## Barème des classements

### Classement général
Le classement général individuel au temps s'établit par l'addition des temps réalisés par chaque coureur dans les 21 étapes compte tenu des pénalités et des bonifications en temps (10, 6 et 4 secondes pour les trois premiers de chaque étape en ligne et 8, 5 et 2 secondes pour chaque point bonus).
En cas d'égalité de temps au classement général, les centièmes de seconde enregistrés par les chronométreurs lors du contre-la-montre « individuel » sont réincorporés dans le temps total pour départager les coureurs. En cas de nouvelle égalité, il est fait appel à l'addition des places obtenues à chaque étape et, en dernier ressort, à la place obtenue dans la dernière étape disputée.

#### Bonifications
Des bonifications sont attribuées dans toutes les arrivées des étapes en ligne, et donc à l'exception des étapes de contre-la-montre individuel. Elles sont de 10, 6 et 4 secondes aux trois premiers coureurs classés.
Des bonifications appelées Points Bonus sont attribuées au passage de cols ou au sommet de côtes situés à des endroits clés du parcours. Il y a 4 Points Bonus répartis dans les 2e, 4e, 11e et 17e étapes. Ces bonifications sont de 8, 5 et 2 secondes aux trois premiers coureurs classés.

#### Règle des cinq kilomètres
La règle des «cinq kilomètres », qui permet à un coureur victime d'un incident mécanique ou d'une chute dans les cinq derniers kilomètres d'une étape d'être crédité du temps du groupe auquel il appartenait, ne s'applique pas pour les 7e et 21e étapes (contre-la-montre individuel) et pour les arrivées des 14e, 15e, 17e, 19e et 20e étapes.
Cette règle a été introduite lors de cette édition en remplacement de la règle des « trois kilomètres » précédemment appliquée, et ce afin de permettre aux différentes équipes de mieux répartir la bataille pour le placement des favoris d'une part et des sprinters d'autre part, et ainsi améliorer la sécurité des coureurs en diminuant le risque de chute. En effet, la règle des trois kilomètres a longtemps été critiquée pour la trop grande proximité des batailles de placements respectives, créant une trop grosse densité de coureurs à 3 km de l'arrivée.

### Classements annexes

#### Classement par points
Le classement par points est établi en fonction du barème suivant :
- arrivée des étapes de plaine : 50, 30, 20, 18, 16, 14, 12, 10, 8, 7, 6, 5, 4, 3, 2 jusqu'au 15e coureur classé ;
- arrivée des étapes de moyenne montagne : 30, 25, 22, 19, 17, 15, 13, 11, 9, 7, 6, 5, 4, 3, 2 jusqu'au 15e coureur classé ;
- arrivée des étapes de montagne et les contre-la-montre individuel : 20, 17, 15, 13, 11, 10, 9, 8, 7, 6, 5, 4, 3, 2, 1 jusqu'au 15e coureur classé ;
- sprints intermédiaires : 20, 17, 15, 13, 11, 10, 9, 8, 7, 6, 5, 4, 3, 2, 1 jusqu'au 15e coureur classé.

En cas d'égalité, les coureurs sont départagés par leur nombre de victoires d'étapes puis par le nombre de victoires dans les sprints intermédiaires et enfin par le classement général individuel au temps. Pour figurer au classement général individuel par points, les lauréats doivent obligatoirement terminer le Tour de France.
Dans le cas où un coureur arrivé hors délais est repêché par le Collège des commissaires, il perd automatiquement l’ensemble des points acquis.

#### Classement de la montagne
Le classement de la montagne est établi en fonction du barème suivant :
- Côtes hors catégorie : 20, 15, 12, 10, 8, 6, 4 et 2 points pour les huit premiers coureurs classés ;
- Côtes de 1re catégorie : 10, 8, 6, 4, 2 et 1 point pour les six premiers coureurs classés ;
- Côtes de 2e catégorie : 5, 3, 2 et 1 point pour les quatre premiers coureurs classés ;
- Côtes de 3e catégorie : 2 et 1 point pour les deux premiers coureurs classés ;
- Côtes de 4e catégorie : 1 point pour le premier coureur classé.

Les points sont doublés pour la côte hors catégorie de la « cime de la Bonette », altitude la plus élevée atteint durant cette édition.
En cas d'égalité, le coureur ayant obtenu le plus grand nombre de places de premier au sommet des côtes hors catégorie sera déclaré vainqueur. Puis idem pour les côtes des 1re, 2e, 3e et 4e catégorie, puis en cas d'égalité absolue le au classement général final au temps. Pour figurer au classement général du meilleur grimpeur, les lauréats doivent obligatoirement terminer le Tour de France.
Dans le cas où un coureur arrivé hors délais est repêché par le Collège des commissaires, il perd automatiquement l’ensemble de ses points acquis.

#### Classement des jeunes
Le classement des jeunes est réservé aux coureurs nés depuis le 1er janvier 1999, soit le coureur âgé de 25 ans au plus dans l’année en cours. Le premier d'entre eux au classement général individuel au temps est le leader journalier des jeunes. À l'issue de la dernière étape, il est déclaré vainqueur du classement des jeunes.

#### Classement par équipes
Le classement général par équipes de chaque étape s'établit par l'addition des trois meilleurs temps individuels de chaque équipe. Le classement général est réalisé avec la somme des temps de chaque équipe dans chaque étape. Dans les classements d'étape, en cas d'ex æquo, les équipes réalisant le même temps sont départagées par l'addition des places obtenues par leurs trois meilleurs coureurs au classement de cette étape. En cas de nouvelle égalité, les équipes sont départagées par la place de leur meilleur coureur au classement de l'étape.
Au classement général, en cas d'ex æquo, les équipes sont départagées par leur nombre de victoires d'étapes par équipe, puis par leur nombre de places de deuxième, et ainsi de suite jusqu'à ce qu'un nombre de places obtenues par l'une ou l'autre permette d'établir leur classement définitif. S'il y a toujours égalité, les équipes sont départagées par la place de leur meilleur coureur au classement général individuel. Toute formation réduite à moins de 3 coureurs est éliminée du classement général par équipes.

#### Prix de la combativité
Le prix de la combativité récompense le coureur le plus généreux dans l'effort et manifestant le meilleur esprit sportif. Ce prix, attribué dans les étapes en ligne à l'exception de la dernière étape, est décerné par un jury présidé par le directeur de l'épreuve :
- le plus combatif de l'étape porte dans l'étape suivante des dossards de couleur grise ;
- un super-combatif est désigné par les membres du jury à la fin du Tour de France.

### Récompenses
Au total, 2 573 202 € sont distribués lors de ce Tour. Le vainqueur du classement général final remporte 500 000 €, une prime étant versée jusqu'au dernier coureur classé (1 000 €).
| Classement général | Pour les classements généraux | Pour les classements généraux | Pour les classements généraux | Pour les classements généraux | Pour les classements généraux | Pour les classements généraux | Classement d'étape | Pour les classements d'étape | Pour les classements d'étape | Pour les classements d'étape | Pour les classements d'étape | Pour les classements d'étape | Pour les classements d'étape | Pour les classements d'étape | Pour les classements d'étape | Pour les classements d'étape | Pour les classements d'étape |
| Classement général | Maillot jaune                 | Maillot vert                  | Maillot à pois                | Maillot blanc                 | dossard jaune                 | dossard doré                  | Classement d'étape | Ligne d'arrivée              | Sprint intermédiaire         | Côte                         | Côte                         | Côte                         | Côte                         | Côte                         | Meilleur jeune               | Combatif                     | Meilleure équipe             |
| Classement général | Général                       | Points                        | Grimpeur                      | Jeune                         | Par équipes                   | Super-combatif                | Classement d'étape | Ligne d'arrivée              | Sprint intermédiaire         | HC                           | 1re                          | 2e                           | 3e                           | 4e                           | Meilleur jeune               | Combatif                     | Meilleure équipe             |
| ------------------ | ----------------------------- | ----------------------------- | ----------------------------- | ----------------------------- | ----------------------------- | ----------------------------- | ------------------ | ---------------------------- | ---------------------------- | ---------------------------- | ---------------------------- | ---------------------------- | ---------------------------- | ---------------------------- | ---------------------------- | ---------------------------- | ---------------------------- |
| 1er                | 500 000 €                     | 25 000 €                      | 25 000 €                      | 20 000 €                      | 50 000 €                      | 20 000 €                      | 1er                | 11 000 €                     | 1 500 €                      | 800 €                        | 650 €                        | 500 €                        | 300 €                        | 200 €                        | 500 €                        | 2 000 €                      | 2 800 €                      |
| 2e                 | 200 000 €                     | 15 000 €                      | 15 000 €                      | 15 000 €                      | 30 000 €                      | –                             | 2e                 | 5 500 €                      | 1 000 €                      | 450 €                        | 400 €                        | 250 €                        | –                            | –                            | –                            | –                            | –                            |
| 3e                 | 100 000 €                     | 10 000 €                      | 10 000 €                      | 10 000 €                      | 20 000 €                      | –                             | 3e                 | 2 800 €                      | 500 €                        | 300 €                        | 150 €                        | –                            | –                            | –                            | –                            | –                            | –                            |
| 4e                 | 70 000 €                      | 4 000 €                       | 4 000 €                       | 5 000 €                       | 12 000 €                      | –                             | 4e                 | 1 500 €                      | –                            | –                            | –                            | –                            | –                            | –                            | –                            | –                            | –                            |
| 5e                 | 50 000 €                      | 3 500 €                       | 3 500 €                       | –                             | 8 000 €                       | –                             | 5e                 | 830 €                        | –                            | –                            | –                            | –                            | –                            | –                            | –                            | –                            | –                            |
| 6e                 | 23 000 €                      | 3 000 €                       | 3 000 €                       | –                             | –                             | –                             | 6e                 | 780 €                        | –                            | –                            | –                            | –                            | –                            | –                            | –                            | –                            | –                            |
| 7e                 | 11 500 €                      | 2 500 €                       | 2 500 €                       | –                             | –                             | –                             | 7e                 | 730 €                        | –                            | –                            | –                            | –                            | –                            | –                            | –                            | –                            | –                            |
| 8e                 | 7 600 €                       | 2 000 €                       | 2 000 €                       | –                             | –                             | –                             | 8e                 | 670 €                        | –                            | –                            | –                            | –                            | –                            | –                            | –                            | –                            | –                            |
| 9e                 | 4 500 €                       | –                             | –                             | –                             | –                             | –                             | 9e                 | 650 €                        | –                            | –                            | –                            | –                            | –                            | –                            | –                            | –                            | –                            |
| 10e                | 3 800 €                       | –                             | –                             | –                             | –                             | –                             | 10e                | 600 €                        | –                            | –                            | –                            | –                            | –                            | –                            | –                            | –                            | –                            |
| 11e                | 3 000 €                       | –                             | –                             | –                             | –                             | –                             | 11e                | 540 €                        | –                            | –                            | –                            | –                            | –                            | –                            | –                            | –                            | –                            |
| 12e                | 2 700 €                       | –                             | –                             | –                             | –                             | –                             | 12e                | 470 €                        | –                            | –                            | –                            | –                            | –                            | –                            | –                            | –                            | –                            |
| 13e                | 2 500 €                       | –                             | –                             | –                             | –                             | –                             | 13e                | 440 €                        | –                            | –                            | –                            | –                            | –                            | –                            | –                            | –                            | –                            |
| 14e                | 2 100 €                       | –                             | –                             | –                             | –                             | –                             | 14e                | 340 €                        | –                            | –                            | –                            | –                            | –                            | –                            | –                            | –                            | –                            |
| 15e                | 2 000 €                       | –                             | –                             | –                             | –                             | –                             | 15e                | 300 €                        | –                            | –                            | –                            | –                            | –                            | –                            | –                            | –                            | –                            |
| 16e                | 1 500 €                       | –                             | –                             | –                             | –                             | –                             | 16e                | 300 €                        | –                            | –                            | –                            | –                            | –                            | –                            | –                            | –                            | –                            |
| 17e                | 1 300 €                       | –                             | –                             | –                             | –                             | –                             | 17e                | 300 €                        | –                            | –                            | –                            | –                            | –                            | –                            | –                            | –                            | –                            |
| 18e                | 1 200 €                       | –                             | –                             | –                             | –                             | –                             | 18e                | 300 €                        | –                            | –                            | –                            | –                            | –                            | –                            | –                            | –                            | –                            |
| 19e                | 1 100 €                       | –                             | –                             | –                             | –                             | –                             | 19e                | 300 €                        | –                            | –                            | –                            | –                            | –                            | –                            | –                            | –                            | –                            |
| 20e au 160e        | 1 000 €                       | –                             | –                             | –                             | –                             | –                             | 20e                | 300 €                        | –                            | –                            | –                            | –                            | –                            | –                            | –                            | –                            | –                            |
| Par jour           | 500 €                         | 300 €                         | 300 €                         | 300 €                         | –                             | –                             |                    |                              |                              |                              |                              |                              |                              |                              |                              |                              |                              |

Un vainqueur d'étape remporte 11 000 €. Les prix des poursuivants sont dégressifs jusqu'au 20e coureur auquel sont attribués 300 €. Un prix est attribué aux trois premiers d'un sprint intermédiaire, qui a lieu une fois par étape. Des prix sont aussi attribués pour le passage d'une côte classée, pour le meilleur jeune de l'étape, pour le coureur le plus combatif d'une étape hors contre-la-montre, et pour la meilleure équipe de l'étape.
Deux prix spéciaux sont attribués : le premier coureur au col du Galibier (4e étape) remporte le souvenir Henri-Desgrange, doté de 5 000 €, et le coureur en tête au col du Tourmalet (14e étape) remporte le souvenir Jacques-Goddet, doté du même montant.

## Étapes
Les douze villes accueillant un départ ou une arrivée pour la première fois sont Florence, Rimini, Cesenatico, Bologne, Plaisance (Italie), Saint-Vulbas (Ain), Gevrey-Chambertin (Côte d'Or), Colombey les Deux Églises (Haute-Marne), Évaux-les-Bains (Creuse), Gruissan (Aude), SuperDévoluy (Hautes-Alpes) et le Col de la Couillole (Alpes-Maritimes).
| Étape     | Date             | Villes étapes                               |                             | Distance (km)         | Vainqueur d’étape     | Leader du classement général |
| --------- | ---------------- | ------------------------------------------- | --------------------------- | --------------------- | --------------------- | ---------------------------- |
| 1re étape | sam. 29 juin     | Florence (ITA) – Rimini (ITA)               | Étape accidentée            | 206                   | Romain Bardet         | Romain Bardet                |
| 2e étape  | dim. 30 juin     | Cesenatico (ITA) – Bologne (ITA)            | Étape accidentée            | 200                   | Kévin Vauquelin       | Tadej Pogačar                |
| 3e étape  | lun. 1er juillet | Plaisance (ITA) – Turin (ITA)               | Étape de plaine             | 229                   | Biniam Girmay         | Richard Carapaz              |
| 4e étape  | mar. 2 juillet   | Pinerolo (ITA) – Valloire                   | Étape de montagne           | 138                   | Tadej Pogačar         | Tadej Pogačar                |
| 5e étape  | mer. 3 juillet   | Saint-Jean-de-Maurienne – Saint-Vulbas      | Étape de plaine             | 177                   | Mark Cavendish        | Tadej Pogačar                |
| 6e étape  | jeu. 4 juillet   | Mâcon – Dijon                               | Étape de plaine             | 163                   | Dylan Groenewegen     | Tadej Pogačar                |
| 7e étape  | ven. 5 juillet   | Nuits-Saint-Georges – Gevrey-Chambertin     | Contre-la-montre individuel | 25,3                  | Remco Evenepoel       | Tadej Pogačar                |
| 8e étape  | sam. 6 juillet   | Semur-en-Auxois – Colombey-les-Deux-Églises | Étape de plaine             | 176                   | Biniam Girmay         | Tadej Pogačar                |
| 9e étape  | dim. 7 juillet   | Troyes – Troyes                             | Étape accidentée            | 199                   | Anthony Turgis        | Tadej Pogačar                |
|           | lun. 8 juillet   | Orléans                                     | Jour de repos               | Journée de repos no 1 | Journée de repos no 1 | Journée de repos no 1        |
| 10e étape | mar. 9 juillet   | Orléans – Saint-Amand-Montrond              | Étape de plaine             | 187                   | Jasper Philipsen      | Tadej Pogačar                |
| 11e étape | mer. 10 juillet  | Évaux-les-Bains – Le Lioran                 | Étape de montagne           | 211                   | Jonas Vingegaard      | Tadej Pogačar                |
| 12e étape | jeu. 11 juillet  | Aurillac – Villeneuve-sur-Lot               | Étape de plaine             | 204                   | Biniam Girmay         | Tadej Pogačar                |
| 13e étape | ven. 12 juillet  | Agen – Pau                                  | Étape de plaine             | 171                   | Jasper Philipsen      | Tadej Pogačar                |
| 14e étape | sam. 13 juillet  | Pau – Saint-Lary-Soulan - Pla d'Adet        | Étape de montagne           | 152                   | Tadej Pogačar         | Tadej Pogačar                |
| 15e étape | dim. 14 juillet  | Loudenvielle – Plateau de Beille            | Étape de montagne           | 198                   | Tadej Pogačar         | Tadej Pogačar                |
|           | lun. 15 juillet  | Gruissan                                    | Jour de repos               | Journée de repos no 2 | Journée de repos no 2 | Journée de repos no 2        |
| 16e étape | mar. 16 juillet  | Gruissan – Nîmes                            | Étape de plaine             | 187                   | Jasper Philipsen      | Tadej Pogačar                |
| 17e étape | mer. 17 juillet  | Saint-Paul-Trois-Châteaux – SuperDévoluy    | Étape de montagne           | 178                   | Richard Carapaz       | Tadej Pogačar                |
| 18e étape | jeu. 18 juillet  | Gap – Barcelonnette                         | Étape accidentée            | 179                   | Victor Campenaerts    | Tadej Pogačar                |
| 19e étape | ven. 19 juillet  | Embrun – Isola 2000                         | Étape de montagne           | 145                   | Tadej Pogačar         | Tadej Pogačar                |
| 20e étape | sam. 20 juillet  | Nice – Col de la Couillole                  | Étape de montagne           | 133                   | Tadej Pogačar         | Tadej Pogačar                |
| 21e étape | dim. 21 juillet  | Monaco (MON) – Nice                         | Contre-la-montre individuel | 34                    | Tadej Pogačar         | Tadej Pogačar                |

## Résumé de la course

### Généralités
Tadej Pogačar remporte six étapes sur ce tour, ce qui n'était pas arrivé depuis 2009 avec les victoires de Mark Cavendish.
Cinq de ces victoires sont remportées en jaune, pour la première fois depuis 1979 avec Bernard Hinault (7 victoires dont 6 en jaune).
Pogačar remporte trois victoires d'étapes de suite, ce qui n'était pas arrivé depuis 1999 et les quatre victoires d'affilée de Mario Cipollini (4e, 5e, 6e et 7e étapes) — les 15e, 16e et 17e étapes de Lance Armstrong en 2004 lui sont retirées.
Le coureur slovène réalise le premier doublé Giro-Tour depuis Marco Pantani en 1998.

### Première semaine
La première étape déjoue les pronostics avec la victoire de Romain Bardet, qui attaque à 51 km de l'arrivée pour rejoindre l'échappée et finir en duo avec son coéquipier Frank van den Broek. Il endosse pour la première fois de sa carrière le maillot jaune. Le lendemain à Bologne, l'échappée se joue la victoire et c'est le Français Kévin Vauquelin qui s'impose en solitaire en s'isolant dans la montée finale de San Luca. Bardet lâche dans la montée de San Luca à la suite d’une une attaque de Tadej Pogačar, nouveau maillot jaune, qui passe la ligne dans le même temps que son rival Jonas Vingegaard, ainsi que Remco Evenepoel et Richard Carapaz. La dernière journée en Italie se termine par un sprint massif remporté par Biniam Girmay. Elle est également marquée par la prise du maillot jaune de Carapaz, qui profite de sa meilleure place à l'arrivée.

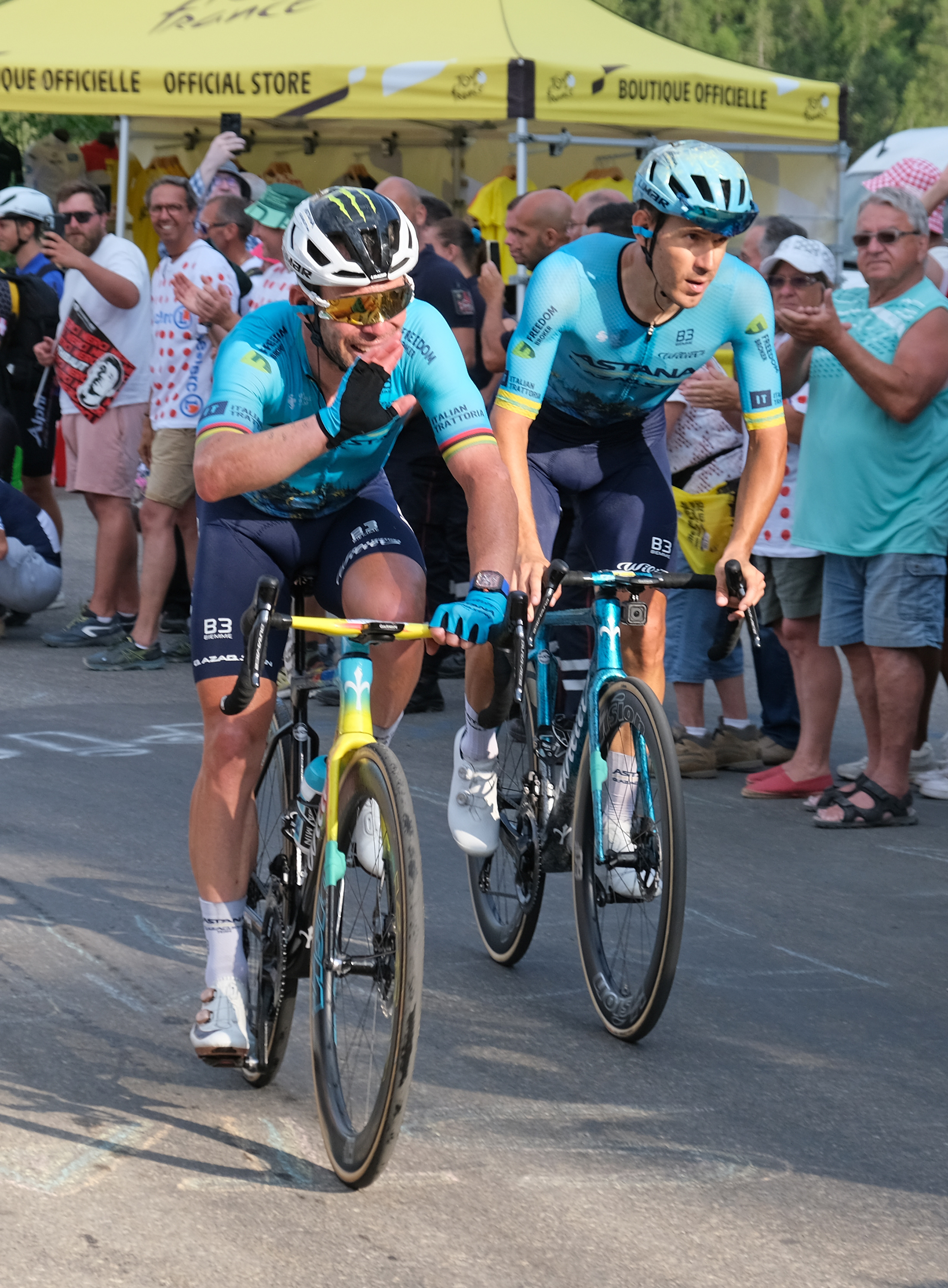
Avec un 35e succès, Mark Cavendish devient le détenteur du record du nombre de victoires d'étapes sur le Tour de France.

De retour en France, l'Équipe UAE Emirates montre sa supériorité en montagne en envoyant Tadej Pogačar en orbite sur le col du Galibier. Le Slovène remporte la 4e étape et reprend le maillot jaune à Carapaz, qui a perdu plus de 5 minutes dans la montée. Les principaux rivaux du nouveau maillot jaune terminent ensemble à 35 secondes. La 5e étape est marquée par la victoire au sprint de Mark Cavendish, qui bat le record de victoires d'étapes sur le tour de France qu'il codétenait avec Eddy Merckx. Ce jour marque aussi le port du maillot vert par un cycliste africain, pour la première fois dans l'histoire du tour de France : Biniam Girmay. La 6e étape se termine également par un sprint massif remporté par Dylan Groenewegen. La 7ème étape, un contre-la-montre entre Nuits-Saint-Georges et Gevrey-Chambertin est remporté par le champion du monde de la discipline, Remco Evenepoel, qui est le seul coureur à reprendre du temps à Pogačar, 2e de l'étape. La 8e étape se termine par un sprint massif en légère montée, remporté par Biniam Girmay. Mads Pedersen, un des favoris au maillot vert en début de tour, est contraint à l'abandon, non remis d'une chute survenue lors du sprint de la 5ème étape.
La 9e étape est le théâtre du passage du Tour sur des chemins de gravel à travers les vignes, près de Troyes. Malgré plusieurs attaques de Pogačar et Evenepoel, les principaux leaders arrivent groupés, grâce au travail de l'équipe Visma. L'échappée se joue la victoire, et c'est le Français Anthony Turgis qui s'impose au terme d’un sprint en petit comité.
En fin de première semaine, Tadej Pogačar compte 33 secondes d'avance sur Remco Evenepoel, 1 minute 15 sur Jonas Vingegaard et 1 minute 36 sur Primož Roglič. Le maillot vert est détenu par Biniam Girmay, le maillot blanc par Remco Evenepoel et le maillot à pois par le Norvégien Jonas Abrahamsen, souvent présent dans les échappées.

### Deuxième semaine
La deuxième semaine est marquée par plusieurs abandons liés au covid-19 : Fabio Jakobsen, Pello Bilbao, Juan Ayuso ou encore Tom Pidcock.
La dixième étape est remportée au sprint par Jasper Philipsen qui débloque son compteur sur cette édition 2024. La onzième étape dans le Massif central voit Jonas Vingegaard réussir à revenir sur Tadej Pogačar après une attaque du Slovène dans le Pas de Peyrol. Vingegaard s'impose au Lioran en battant Pogačar dans un sprint à deux. Les 12ème et 13ème étapes se terminent par des sprints massifs remportés par les deux meilleurs sprinteurs du tour : Biniam Girmay qui s'impose à Villeneuve-sur-Lot et Jasper Philipsen qui s'impose à Pau.
Dans les Pyrénées, le maillot jaune Tadej Pogačar assoit sa supériorité sur la course en s’adjugeant les 14ème et 15ème étapes, au sommet au Pla d'Adet et du Plateau de Beille. Le podium se dessine avec Jonas Vingegaard et Remco Evenepoel qui terminent respectivement 2ème et 3ème de ces deux étapes et accentuent leurs avances sur les autres candidats. Evenepoel conforte son maillot blanc tandis que Pogačar est le nouveau leader du classement de la montagne.
En fin de deuxième semaine, Pogačar compte 3'09'' d'avance sur Vingegaard et 5'19'' d'avance sur Evenepoel. Les autres coureurs sont relégués à plus de 10 minutes.

### Troisième semaine

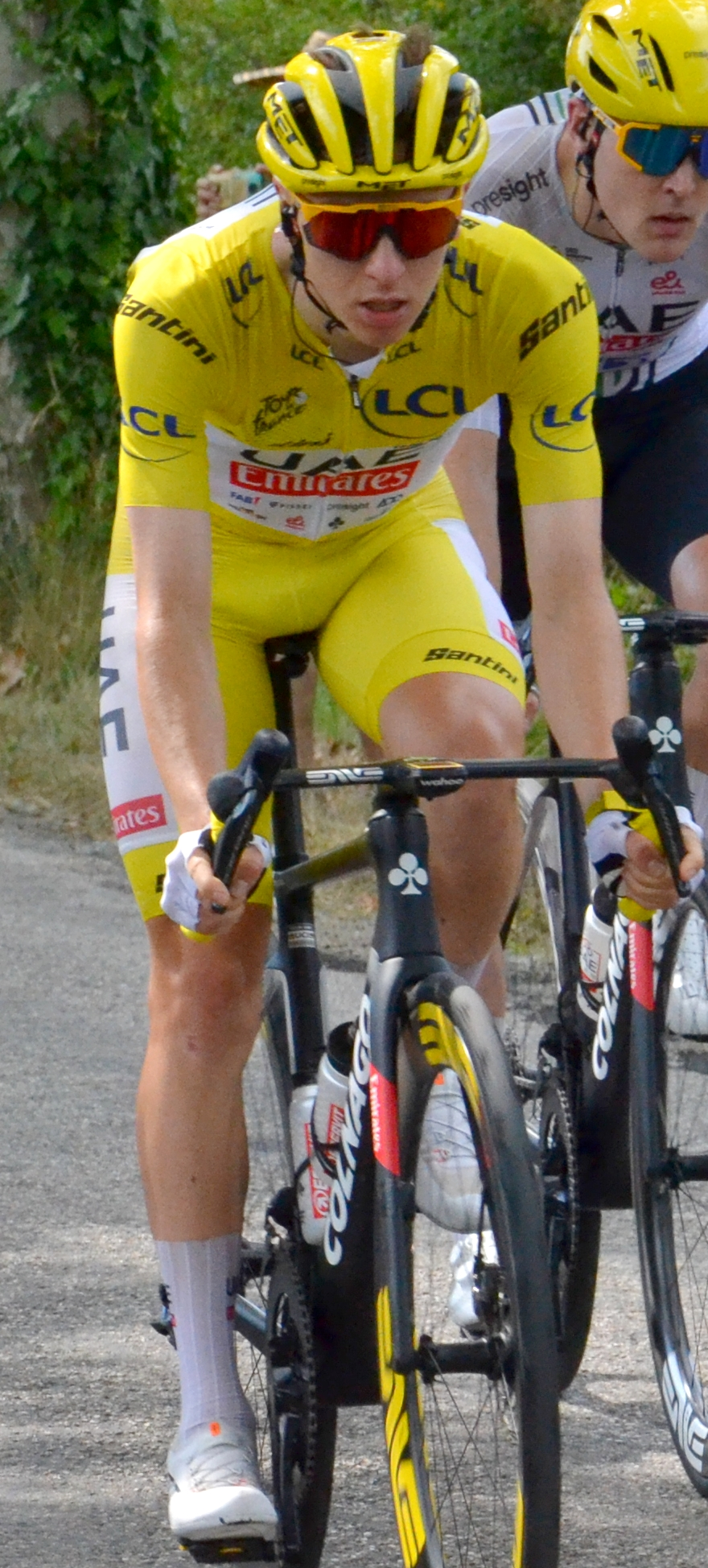
Tadej Pogačar lors de la 16e étape.

La troisième semaine voit 18 coureurs abandonner dont quelques sprinteurs n'ayant plus d'étapes à leur portée. 134 terminent la course sur les 176 au départ, soit 42 abandons sur ce Tour 2024 et 16 de plus qu'en 2023.
La 16e étape assure un troisième succès au sprint pour le Belge Jasper Philipsen qui se relance au classement du maillot vert dont le leader Biniam Girmay ne peut sprinter, victime d'une chute à 1 500 m de l'arrivée. Les deux étapes suivantes consacrent les membres d'échappées : Richard Carapaz remporte en solitaire la 17e étape à SuperDévoluy et devient le 110e coureur à remporter une étape sur chacun des trois grands tours tandis que, le lendemain, le Belge Victor Campenaerts remporte à 32 ans sa première victoire sur le Tour en s'adjugeant un sprint à trois.
Les trois dernières étapes concrétisent la domination du maillot jaune Tadej Pogačar qui ajoute trois nouvelles victoires à son palmarès. La dernière indécision pour la place de dauphin du Slovène est levée après la 20e étape. Lors de la 18e étape, le maillot blanc Remco Evenepoel avait réussi à reprendre douze secondes à Jonas Vingegaard qui avait paru en difficulté en fin d'étape. Dans la montée finale de la 19e étape vers Isola 2000, Evenepoel ne parvient pas à distancer Vingegaard qui termine dans sa roue. Lors de cette étape où il a récolté 64 points, Richard Carapaz s'empare du maillot à pois de meilleur grimpeur qu'il ne quittera plus. Dans le final de la 20e étape, Evenepoel tente par deux fois de lâcher Vingegaard mais c'est finalement le Danois qui fait plier le Belge, le distance et assure sa deuxième place. Le chrono final de Monaco à Nice confirme la hiérarchie du Tour 2024 avec les trois premiers du classement général aux trois premières places de l'étape.
Tadej Pogačar remporte son troisième Tour de France trois ans après son dernier succès et deux deuxièmes places obtenues les années précédentes. Il réalise aussi le doublé Giro/Tour et gagne six étapes sur chaque tour. Le double vainqueur des années précédentes Jonas Vingegaard termine deuxième après un peu moins de trois mois sans compétition. Pour son premier Tour, Remco Evenepoel complète le podium après avoir montré des aptitudes encourageantes en haute montagne.

## Classements

### Classement général final
| Classement général | Classement général | Classement général | Classement général         | Classement général  |
|                    | Coureur            | Pays               | Équipe                     | Temps               |
| ------------------ | ------------------ | ------------------ | -------------------------- | ------------------- |
| 1er                | Tadej Pogačar      | Slovénie           | UAE Team Emirates          | en 83 h 38 min 56 s |
| 2e                 | Jonas Vingegaard   | Danemark           | Team Visma-Lease a Bike    | + 6 min 17 s        |
| 3e                 | Remco Evenepoel    | Belgique           | Soudal Quick-Step          | + 9 min 18 s        |
| 4e                 | João Almeida       | Portugal           | UAE Team Emirates          | + 19 min 3 s        |
| 5e                 | Mikel Landa        | Espagne            | Soudal Quick-Step          | + 20 min 6 s        |
| 6e                 | Adam Yates         | Royaume-Uni        | UAE Team Emirates          | + 24 min 7 s        |
| 7e                 | Carlos Rodríguez   | Espagne            | Ineos Grenadiers           | + 25 min 4 s        |
| 8e                 | Matteo Jorgenson   | États-Unis         | Team Visma-Lease a Bike    | + 26 min 34 s       |
| 9e                 | Derek Gee          | Canada             | Israel-Premier Tech        | + 27 min 21 s       |
| 10e                | Santiago Buitrago  | Colombie           | Bahrain Victorious         | + 29 min 3 s        |
| 11e                | Giulio Ciccone     | Italie             | Lidl-Trek                  | + 30 min 42 s       |
| 12e                | Simon Yates        | Royaume-Uni        | Team Jayco AlUla           | + 39 min 4 s        |
| 13e                | Guillaume Martin   | France             | Cofidis                    | + 43 min 49 s       |
| 14e                | Felix Gall         | Autriche           | Decathlon-AG2R La Mondiale | + 46 min 12 s       |
| 15e                | Laurens De Plus    | Belgique           | Ineos Grenadiers           | + 46 min 24 s       |
| 16e                | Steff Cras         | Belgique           | TotalEnergies              | + 49 min 18 s       |
| 17e                | Richard Carapaz    | Équateur           | EF Education-EasyPost      | + 49 min 24 s       |
| 18e                | Jai Hindley        | Australie          | Red Bull-Bora-Hansgrohe    | + 57 min 4 s        |
| 19e                | Enric Mas          | Espagne            | Movistar Team              | + 1 h 11 min 5 s    |
| 20e                | Louis Meintjes     | Afrique du Sud     | Intermarché-Wanty          | + 1 h 11 min 50 s   |
| 21e                | Wilco Kelderman    | Pays-Bas           | Team Visma-Lease a Bike    | + 1 h 23 min 11 s   |
| 22e                | Julien Bernard     | France             | Lidl-Trek                  | + 1 h 37 min 15 s   |
| 23e                | Javier Romo        | Espagne            | Movistar Team              | + 1 h 42 min 26 s   |
| 24e                | Carlos Verona      | Espagne            | Lidl-Trek                  | + 1 h 47 min 13 s   |
| 25e                | Valentin Madouas   | France             | Groupama-FDJ               | + 1 h 51 min 59 s   |
| modifier           |                    |                    |                            |                     |

### Classements annexes finals

#### Classement par points
| Classement par points | Classement par points | Classement par points | Classement par points   | Classement par points |
| --------------------- | --------------------- | --------------------- | ----------------------- | --------------------- |
|                       | Coureur               | Pays                  | Équipe                  | Point(s)              |
| 1er                   | Biniam Girmay         | Érythrée              | Intermarché-Wanty       | 387 points            |
| 2e                    | Jasper Philipsen      | Belgique              | Alpecin-Deceuninck      | 354 pts               |
| 3e                    | Bryan Coquard         | France                | Cofidis                 | 208 pts               |
| 4e                    | Tadej Pogačar         | Slovénie              | UAE Team Emirates       | 196 pts               |
| 5e                    | Anthony Turgis        | France                | TotalEnergies           | 180 pts               |
| 6e                    | Arnaud De Lie         | Belgique              | Lotto Dstny             | 161 pts               |
| 7e                    | Remco Evenepoel       | Belgique              | Soudal Quick-Step       | 152 pts               |
| 8e                    | Wout van Aert         | Belgique              | Team Visma-Lease a Bike | 152 pts               |
| 9e                    | Jonas Abrahamsen      | Norvège               | Uno-X Mobility          | 149 pts               |
| 10e                   | Jonas Vingegaard      | Danemark              | Team Visma-Lease a Bike | 136 pts               |
| modifier              |                       |                       |                         |                       |

#### Classement du meilleur grimpeur
| Classement du meilleur grimpeur | Classement du meilleur grimpeur | Classement du meilleur grimpeur | Classement du meilleur grimpeur | Classement du meilleur grimpeur |
| ------------------------------- | ------------------------------- | ------------------------------- | ------------------------------- | ------------------------------- |
|                                 | Coureur                         | Pays                            | Équipe                          | Point(s)                        |
| 1er                             | Richard Carapaz                 | Équateur                        | EF Education-EasyPost           | 127 points                      |
| 2e                              | Tadej Pogačar                   | Slovénie                        | UAE Team Emirates               | 102 pts                         |
| 3e                              | Jonas Vingegaard                | Danemark                        | Team Visma-Lease a Bike         | 70 pts                          |
| 4e                              | Matteo Jorgenson                | États-Unis                      | Team Visma-Lease a Bike         | 54 pts                          |
| 5e                              | Remco Evenepoel                 | Belgique                        | Soudal Quick-Step               | 50 pts                          |
| 6e                              | Wilco Kelderman                 | Pays-Bas                        | Team Visma-Lease a Bike         | 43 pts                          |
| 7e                              | Oier Lazkano                    | Espagne                         | Movistar Team                   | 41 pts                          |
| 8e                              | Jonas Abrahamsen                | Norvège                         | Uno-X Mobility                  | 36 pts                          |
| 9e                              | Enric Mas                       | Espagne                         | Movistar Team                   | 33 pts                          |
| 10e                             | David Gaudu                     | France                          | Groupama-FDJ                    | 30 pts                          |
| modifier                        |                                 |                                 |                                 |                                 |

#### Classement du meilleur jeune
| Classement général du meilleur jeune | Classement général du meilleur jeune | Classement général du meilleur jeune | Classement général du meilleur jeune | Classement général du meilleur jeune |
|                                      | Coureur                              | Pays                                 | Équipe                               | Temps                                |
| ------------------------------------ | ------------------------------------ | ------------------------------------ | ------------------------------------ | ------------------------------------ |
| 1er                                  | Remco Evenepoel                      | Belgique                             | Soudal Quick-Step                    | en 83 h 48 min 14 s                  |
| 2e                                   | Carlos Rodríguez                     | Espagne                              | Ineos Grenadiers                     | + 15 min 46 s                        |
| 3e                                   | Matteo Jorgenson                     | États-Unis                           | Team Visma-Lease a Bike              | + 17 min 16 s                        |
| 4e                                   | Santiago Buitrago                    | Colombie                             | Bahrain Victorious                   | + 19 min 45 s                        |
| 5e                                   | Javier Romo                          | Espagne                              | Movistar Team                        | + 1 h 33 min 8 s                     |
| 6e                                   | Ilan Van Wilder                      | Belgique                             | Soudal Quick-Step                    | + 1 h 45 min 12 s                    |
| 7e                                   | Ben Healy                            | Irlande                              | EF Education-EasyPost                | + 1 h 46 min 54 s                    |
| 8e                                   | Jordan Jegat                         | France                               | TotalEnergies                        | + 1 h 53 min 18 s                    |
| 9e                                   | Tobias Johannessen                   | Norvège                              | Uno-X Mobility                       | + 2 h 12 min 19 s                    |
| 10e                                  | Oscar Onley                          | Royaume-Uni                          | Team dsm-firmenich PostNL            | + 2 h 32 min 21 s                    |
| modifier                             |                                      |                                      |                                      |                                      |

#### Classement par équipes
| Classement par équipes | Classement par équipes  | Classement par équipes | Classement par équipes |
|                        | Équipe                  | Pays                   | Temps                  |
| ---------------------- | ----------------------- | ---------------------- | ---------------------- |
| 1re                    | UAE Team Emirates       | Émirats arabes unis    | en 251 h 36 min 43 s   |
| 2e                     | Team Visma-Lease a Bike | Pays-Bas               | + 31 min 51 s          |
| 3e                     | Soudal Quick-Step       | Belgique               | + 1 h 33 min 6 s       |
| 4e                     | Ineos Grenadiers        | Royaume-Uni            | + 1 h 34 min 5 s       |
| 5e                     | Lidl-Trek               | États-Unis             | + 2 h 33 min 49 s      |
| 6e                     | Movistar Team           | Espagne                | + 3 h 10 min 6 s       |
| 7e                     | Bahrain Victorious      | Bahreïn                | + 3 h 38 min 21 s      |
| 8e                     | Red Bull-Bora-Hansgrohe | Allemagne              | + 3 h 57 min 23 s      |
| 9e                     | Israel-Premier Tech     | Israël                 | + 4 h 1 min 23 s       |
| 10e                    | EF Education-EasyPost   | États-Unis             | + 4 h 6 min 54 s       |
| modifier               |                         |                        |                        |

#### Super combatif
- Richard Carapaz[22],[23]  (EF Education-EasyPost)

### Évolution des classements
| Étape              | Vainqueur          | Classement général | Classement par points | Classement de la montagne | Classement du meilleur jeune | Classement par équipes    | Prix de la combativité |
| ------------------ | ------------------ | ------------------ | --------------------- | ------------------------- | ---------------------------- | ------------------------- | ---------------------- |
| 1                  | Romain Bardet      | Romain Bardet      | Frank van den Broek   | Jonas Abrahamsen          | Frank van den Broek          | Team dsm-firmenich PostNL | Frank van den Broek    |
| 2                  | Kévin Vauquelin    | Tadej Pogačar      | Jonas Abrahamsen      | Jonas Abrahamsen          | Remco Evenepoel              | Movistar Team             | Jonas Abrahamsen       |
| 3                  | Biniam Girmay      | Richard Carapaz    | Jonas Abrahamsen      | Jonas Abrahamsen          | Remco Evenepoel              | Movistar Team             | Fabien Grellier        |
| 4                  | Tadej Pogačar      | Tadej Pogačar      | Jonas Abrahamsen      | Jonas Abrahamsen          | Remco Evenepoel              | UAE Team Emirates         | Oier Lazkano           |
| 5                  | Mark Cavendish     | Tadej Pogačar      | Biniam Girmay         | Jonas Abrahamsen          | Remco Evenepoel              | UAE Team Emirates         | Clément Russo          |
| 6                  | Dylan Groenewegen  | Tadej Pogačar      | Biniam Girmay         | Jonas Abrahamsen          | Remco Evenepoel              | UAE Team Emirates         | Mads Pedersen          |
| 7                  | Remco Evenepoel    | Tadej Pogačar      | Biniam Girmay         | Jonas Abrahamsen          | Remco Evenepoel              | UAE Team Emirates         | Non décerné            |
| 8                  | Biniam Girmay      | Tadej Pogačar      | Biniam Girmay         | Jonas Abrahamsen          | Remco Evenepoel              | UAE Team Emirates         | Jonas Abrahamsen       |
| 9                  | Anthony Turgis     | Tadej Pogačar      | Biniam Girmay         | Jonas Abrahamsen          | Remco Evenepoel              | UAE Team Emirates         | Jasper Stuyven         |
| 10                 | Jasper Philipsen   | Tadej Pogačar      | Biniam Girmay         | Jonas Abrahamsen          | Remco Evenepoel              | UAE Team Emirates         | Kobe Goossens          |
| 11                 | Jonas Vingegaard   | Tadej Pogačar      | Biniam Girmay         | Tadej Pogačar             | Remco Evenepoel              | UAE Team Emirates         | Tadej Pogačar          |
| 12                 | Biniam Girmay      | Tadej Pogačar      | Biniam Girmay         | Tadej Pogačar             | Remco Evenepoel              | UAE Team Emirates         | Quentin Pacher         |
| 13                 | Jasper Philipsen   | Tadej Pogačar      | Biniam Girmay         | Tadej Pogačar             | Remco Evenepoel              | UAE Team Emirates         | Magnus Cort Nielsen    |
| 14                 | Tadej Pogačar      | Tadej Pogačar      | Biniam Girmay         | Tadej Pogačar             | Remco Evenepoel              | UAE Team Emirates         | Ben Healy              |
| 15                 | Tadej Pogačar      | Tadej Pogačar      | Biniam Girmay         | Tadej Pogačar             | Remco Evenepoel              | UAE Team Emirates         | Richard Carapaz        |
| 16                 | Jasper Philipsen   | Tadej Pogačar      | Biniam Girmay         | Tadej Pogačar             | Remco Evenepoel              | UAE Team Emirates         | Thomas Gachignard      |
| 17                 | Richard Carapaz    | Tadej Pogačar      | Biniam Girmay         | Tadej Pogačar             | Remco Evenepoel              | UAE Team Emirates         | Romain Grégoire        |
| 18                 | Victor Campenaerts | Tadej Pogačar      | Biniam Girmay         | Tadej Pogačar             | Remco Evenepoel              | UAE Team Emirates         | Tobias Johannessen     |
| 19                 | Tadej Pogačar      | Tadej Pogačar      | Biniam Girmay         | Richard Carapaz           | Remco Evenepoel              | UAE Team Emirates         | Richard Carapaz        |
| 20                 | Tadej Pogačar      | Tadej Pogačar      | Biniam Girmay         | Richard Carapaz           | Remco Evenepoel              | UAE Team Emirates         | Enric Mas              |
| 21                 | Tadej Pogačar      | Tadej Pogačar      | Biniam Girmay         | Richard Carapaz           | Remco Evenepoel              | UAE Team Emirates         | Non décerné            |
| Classements finals | Classements finals | Tadej Pogačar      | Biniam Girmay         | Richard Carapaz           | Remco Evenepoel              | UAE Team Emirates         | Richard Carapaz        |

### Gains par équipes
Les gains cumulés par équipes lors du Tour de France 2024 sont répertoriés dans le tableau ci-dessous.
| Rang | Équipe                     | Pays                | Gains     | Meilleur classement général | Victoire(s) d'étape | Maillot jaune (jours) | Classements annexes                      |
| ---- | -------------------------- | ------------------- | --------- | --------------------------- | ------------------- | --------------------- | ---------------------------------------- |
| 1er  | UAE Team Emirates          | Émirats arabes unis | 806 810 € | 1er                         | 6                   | 19                    | Classement par équipes                   |
| 2e   | Team Visma-Lease a Bike    | Pays-Bas            | 356 220 € | 2e                          | 1                   |                       |                                          |
| 3e   | Soudal Quick-Step          | Belgique            | 248 860 € | 3e                          | 1                   |                       | Classement du meilleur jeune             |
| 4e   | Intermarché-Wanty          | Belgique            | 111 760 € | 20e                         | 3                   |                       | Classement par points                    |
| 5e   | EF Education-EasyPost      | États-Unis          | 90 210 €  | 17e                         | 1                   | 1                     | Grand Prix de la montagne Super combatif |
| 6e   | Alpecin-Deceuninck         | Belgique            | 77 520 €  | 96e                         | 3                   |                       |                                          |
| 7e   | Ineos Grenadiers           | Grande-Bretagne     | 65 780 €  | 7e                          |                     |                       |                                          |
| 8e   | Uno-X Mobility             | Norvège             | 60 170 €  | 34e                         |                     |                       |                                          |
| 9e   | Movistar Team              | Espagne             | 54 060 €  | 19e                         |                     |                       |                                          |
| 10e  | TotalEnergies              | France              | 50 300 €  | 16e                         | 1                   |                       |                                          |
| 11e  | Lidl-Trek                  | États-Unis          | 41 980 €  | 11e                         |                     |                       |                                          |
| 12e  | Team Jayco AlUla           | Australie           | 37 740 €  | 12e                         | 1                   |                       |                                          |
| 13e  | Lotto Dstny                | Belgique            | 37 170 €  | 81e                         | 1                   |                       |                                          |
| 14e  | Cofidis                    | France              | 34 770 €  | 13e                         |                     |                       |                                          |
| 15e  | Team dsm-firmenich PostNL  | Pays-Bas            | 34 200 €  | 30e                         | 1                   | 1                     |                                          |
| 16e  | Israel-Premier Tech        | Israël              | 33 130 €  | 9e                          |                     |                       |                                          |
| 17e  | Groupama-FDJ               | France              | 31 720 €  | 25e                         |                     |                       |                                          |
| 18e  | Bahrain Victorious         | Bahreïn             | 30 320 €  | 10e                         |                     |                       |                                          |
| 19e  | Arkéa-B&B Hotels           | France              | 23 820 €  | 36e                         | 1                   |                       |                                          |
| 20e  | Astana Qazaqstan           | Kazakhstan          | 20 690 €  | 74e                         | 1                   |                       |                                          |
| 21e  | Decathlon-AG2R La Mondiale | France              | 18 260 €  | 14e                         |                     |                       |                                          |
| 22e  | Red Bull-Bora-Hansgrohe    | Allemagne           | 16 710 €  | 18e                         |                     |                       |                                          |

## Aspects extra-sportifs

### Médiatisation de l'épreuve
- France TV Sport - France
- Eurosport France - France
- Eurosport - Europe
- Discovery+ - Royaume-Uni - Italie - Pays-Bas - Allemagne - Scandinavie
- ARD - Allemagne
- RTBF - Belgique
- VRT - Belgique
- DKTV2 - Danemark
- RTVE - Espagne
- Rai Sport - Italie
- TG4 - Irlande
- RTL - Luxembourg
- TV2 - Norvège
- NOS - Pays-Bas
- S4C - Pays de Galles
- RTP - Portugal
- Česká televize - République tchèque
- ITV - Royaume-Uni
- EiTB - Pays Basque
- RTVS - Slovaquie
- RTV SLO - Slovénie
- SRG SSR - Suisse
- ESPN International - Amérique latine et Caraïbes
- Claro Sports -  Amérique Latine
- DirecTV - Amérique Latine
- TCS - Salvador
- CaracolTV - Colombie
- FloBikes - Canada
- NBC Sports - États-Unis
- Teleamazonas - Équateur
- Supersport - Afrique subsaharienne
- Global Cycling Network - Monde
- Eurosport - Asie du Sud Est
- CCTV - Chine
- Zhibo TV - Chine
- J Sports - Japon
- Sky Sport - Nouvelle-Zélande
- RCN - Colombie
- SBS - Australie
- Abu Dhabi Media - Moyen Orient et Afrique du Nord
- ServusTV - Autriche
- Disney+ - Amérique latine et Caraïbes
- TV5 Monde - Monde

### Partenaires
- Cette année, les partenaires majeurs du Tour ne changent pas : LCL pour le maillot jaune de leader du Classement général, Skoda pour le maillot vert du classement par points, E.Leclerc pour le maillot à pois leader du classement de la montagne, Krys pour le maillot blanc du leader du classement des jeunes et enfin Continental pour les vainqueurs d’étapes.
- Les deux diffuseurs officiels restent France TV Sport et le réseau Eurovision.
- Les partenaires officiels restent inchangés par rapport à l’an passé, parmi eux on retrouve Vittel, Orange, le partenaire du prix de la combativité Century 21, le chronométreur officiel Tissot, NTT, AG2R La Mondiale, Shimano, celui du classement par équipes Namedsport, Santini, le département Hauts-de-Seine, Strava, lastminute.com et Rexel.
- Les fournisseurs officiels sont Cochonou, Le Gaulois, Bostik, Senseo, Banane de Guadeloupe & Martinique, Sodexo, Adecco, FDJ, Domitys, Yamaha, Puget, AkzoNobel, Lesieur, Jules, Tourtel Twist, Waze, Orangina et TikTok. Ibis budget, La vache qui rit, Biogen, Biofreeze, Zwift, Mondial Relay (InPost) "Relayeur officiel du drapeau de Départ" se joignent cette année à la caravane du Tour.
- Haribo et X-TRA accueillent Novi (maison de chocolat) comme supporter officiels du Tour.
- Doublet, Gruau, DNP, Norauto et XPO Logistics représentent les partenaires techniques.
- Les trois partenaires média officiels sont Le Parisien, France Info et France Bleu.
- Le Journal de Mickey et Diverto sont les fournisseurs média officiels.
- Le Groupe Nice-Matin est le supporter média de la Grande Arrivée du Tour
- Pas de changement pour les partenaires institutionnels : Les Départements de France, l'Association des maires de France, le Ministère de l'Intérieur et Ecosystem[25].

### Caravane publicitaire
Depuis 1930, la caravane publicitaire du Tour de France fait partie du spectacle de cette compétition. Tout au long de la Grande Boucle, la caravane réjouît les passionnés au bord des routes du Tour avec des cadeaux recyclés. Cette année c’est sur près de 10 km qu’il y aura des animations pour 30 min de spectacles en continu.